# ミリカホール

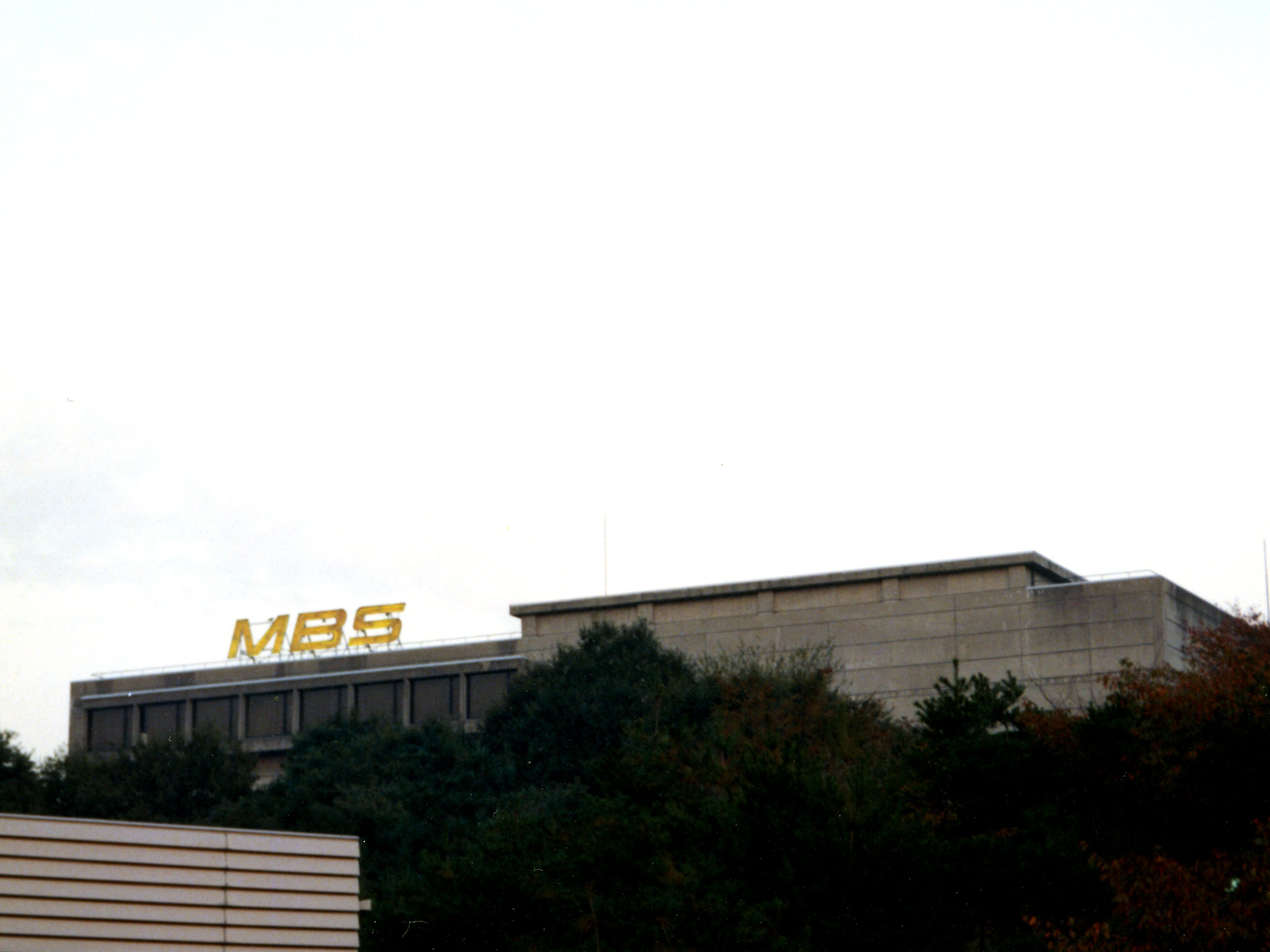
ミリカホール（1989年11月4日撮影）

ミリカホールは、かつて毎日放送の公開用ホールとして、大阪府吹田市千里丘北1-1の千里丘放送センター内にあった施設。

## 施設概要
ミリカホールは公開用ホールを中心とする4階建ての施設であった。
客席は477席で460.5m2、ステージ部分は695.6m2あった。
3階にはホテル並みの宿泊室も完備しており、出演タレントや協力局社員及び一部の下請けスタッフが使用していた。
なお、同じJNN（TBSネットワーク）系列TV局では中部日本放送（CBCテレビ・CBCラジオ）がCBCホールを設置している。過去には東京放送（TBS）がTBSホールを設置していたが、赤坂再開発計画により現在は閉鎖・解体され赤坂サカスになっている。
また、同じNRN系列ラジオ局では、STVラジオ本社に併設されているSTVホールがある。

## 歴史
1967年9月1日、千里丘放送センター内に「放送会館」を建設する計画が発表された。
当初は千里丘陵で開催される万国博覧会を記念して建設する「万国博メモリアルスタジオ・ビル」（仮称）として、4,950m2の公開用ホールと、同じく4,950m2で高さ45mのタワービルの2棟を建てる計画だった。しかし、施設の有効活用やその是非に疑問の声があがり、その後計画は大幅に修正され、タワービルは計画そのものが中止された。また万国博メモリアルスタジオ・ビルも計画が縮小され、名称も最終的には「ミリカホール」となった。
1968年5月11日に地鎮祭が行われ、総工費15億円をかけて建設された。1969年8月23日に完成し、9月1日には開館式が執り行われている。
「ミリカ」はヤマモモの学名であり、かつて千里丘放送センター建設予定地に1本のヤマモモの老樹があったことに由来する。
1990年9月1日に完成した大阪市北区茶屋町の新社屋に「ギャラクシーホール」が設置されたことに伴い、ミリカホールの役割はギャラクシーホールに引き継がれ、後に閉鎖されるに至った。
現在は解体されており、ミリカホール跡地を含む千里丘放送センター跡地は、再開発により大規模なマンション群「ミリカ・ヒルズ」が建設されている。

## 収録された番組
☆は茶屋町移転後も引き続き千里丘で収録もしくは生放送。
- がっちり買いまショウ
- ダイビングクイズ
- ヤングおー!おー!（番組終了の1982年9月までの最後の1年間）
- 笑いころげてたっぷり枝雀
- やる気マンマン日曜日
- ☆あどりぶランド（1990年9月26日まで千里丘から放送）
- ☆痛快!明石家電視台（その後はUSJ→茶屋町本社で制作）

ほか。